# Социал-синдикализм
Социа́л-синдикали́зм — политическое движение профсоюзов, призванное путём участия в демократических выборах, реализовать право трудящихся на справедливое распределение общественных благ, создаваемых как на уровне экономических субъектов, так и на государственном при формировании национального дохода.

## Теория
Отправной точкой теории социал-синдикализма является то, что включение профсоюзов в политическую борьбу за голоса избирателей наряду с традиционными партиями и их объединениями, невозможно без нового формата работы в современной системе производственно-экономических отношений. Основой этого, является расширение профессиональными союзами своих полномочий для организации целенаправленного контроля финансовых ресурсов той ли иной компании вне зависимости от её формы собственности и юрисдикций.
В интересах рабочего коллектива ими осуществляются: постоянный мониторинг ликвидных средств предприятия с периодической отчетностью перед сотрудниками; внедрение схемы соучастия в управлении финансовыми активами с целью воспрепятствования попыткам собственника или наемной администрации осуществлять несправедливое и неправомерное использование средств, ухудшающих экономическое положение наемных работников, а также недопущения хозяйственных действий наносящих материальный ущерб производству в целом.
Инструментом помощи в таких ситуациях должен стать профсоюзный банк. Его учреждение, для нужд профдвижения, обусловлено наличием своей специфики в общепринятой практике предоставления банковских услуг. Так в частности, необходимо принимать на обслуживание те юридические лица, в которых сложилась неблагоприятная ситуация для работников по вине деструктивной политики руководства. Это касается и бастующих предприятий и тех, кому требуется экономическая санация для сохранения рабочих мест.
Шаг, на которой не захочет пойти собственник или наемная администрация, а именно перевод юридического лица на обслуживание в профсоюзный банк по соглашению с профкомом, может быть сделан временным руководством предприятия, представители которого выдвигаются профактивом и утверждаются на голосовании членов трудового коллектива.
Легитимность выбранной администрации признается на вышестоящем уровне профдвижения. В том случае, если удается достигнуть с собственником производства договоренность о соблюдении прав профсоюза на осуществление контроля над финансовыми активами, то её деятельность прекращается, одновременно с организацией нового формата управления, в котором будут учитываться требования и интересы обеих сторон.
Таким образом, расширение полномочий и прав по обозначенным направлениям, позволяет профобъединениям начать политическую активность в части создания профсоюзной партии с более эффективной мобилизацией необходимых для этого средств.
Поддержка их действий на общегражданском уровне, которая обеспечивается работой партийных активистов, должна послужить основой к формированию устойчивого, идейного электората из представителей всех слоев общества. В интересах достижений такой цели, возможны любые союзы и коалиции с иными политическими силами, готовыми к взаимовыгодному сотрудничеству.
От имени партии, профсоюзы выдвигают своих кандидатов, для приятия участия в выборных кампаниях в органы исполнительной и законодательной власти. Этому ключевому моменту, предшествуют обязательные предварительные выборы в рамках всей общенациональной профсоюзной структуры, вне зависимости от консолидирующей формы её организации.
В данном мероприятии, инициативные группы, состоящие из членов первичных организаций, представляют для регистрации своих лидеров. Их последующий отбор осуществляется в ходе внутреннего голосования с участием партийцев и работников профдвижения.
В зависимости от уровня предстоящих выборов в стране: национальных, региональных или местных, формируется количественный состав кандидатов, а также утверждаются их политические программы, которые должны содержать положения по расширению и закреплению прав профсоюзов на законодательном уровне и меры по реализации декларируемых преобразований через систему государственного управления.
Политический успех того или иного кандидата, не лишает его членства в профсоюзе в дальнейшем. Вместе с тем, добровольный выход или аннулирование его, по итогам голосования кворума профсоюзных активистов, будет означать прекращение поддержки избранного лица всем объединением профсоюзов.

## Практика
Наиболее старейшей партией, возникшей при непосредственном участии профсоюзов, является Лейбористская партия Великобритании.
Это была первая и серьезная попытка привлечь профдвижение к политическим формам борьбы за власть с учетом их традиционных интересов и потребностей. Цель была достигнута, однако никакой ведущей роли профсоюзы при этом не получили. Организационно они остались на втором плане, оказывая виляние лишь на внутрипартийные процессы, такие как: формирование политической программы или поддержка своих кандидатов на выборах.
Поэтому, наиболее полноценным вариантом реализации их лидерских устремлений на политической арене — выступает профсоюзная партия.
Федерацией Независимых Профсоюзов России была создана такая организация под названием «Союз Труда».
На сегодняшний день её потенциал, по сути, не раскрыт для массового привлечения избирателей в сравнении с другими политическими силами страны.
Объясняется это тем, что старый формат работы самого профобъединения не может эффективно подкреплять идеологическую составляющую партии, которая остается на декларативном уровне, теряясь среди прочих редакций левого толка.
Соответственно, уход от него, связанный с расширением полномочий официального представителя наемных работников в их трудовых отношениях с работодателем до уровня полноценного участника производственно-экономических процессов, способного контролировать и бороться за справедливое распределение общественных благ в пользу трудящихся, позволит партии максимально соответствовать ожиданиям большинства избирателей страны.
Начало такому непростому и долгосрочному преобразованию уже положено. А конечный его результат во многом определит реформаторский настрой самих профсоюзных лидеров и поддержка их действий профактивами.